# 約翰·黑爾
約翰·黑爾（英語：John Hale，1636年6月3日—1700年5月15日），常被稱呼為「黑爾牧師」，是美國麻薩諸塞州貝弗利的一位清教徒牧師。他是塞勒姆審巫案中最具知名度且影響事件最深的牧師之一，最初他支持女巫審判，後來改變了想法，並對審巫案做出批評。

## 生平

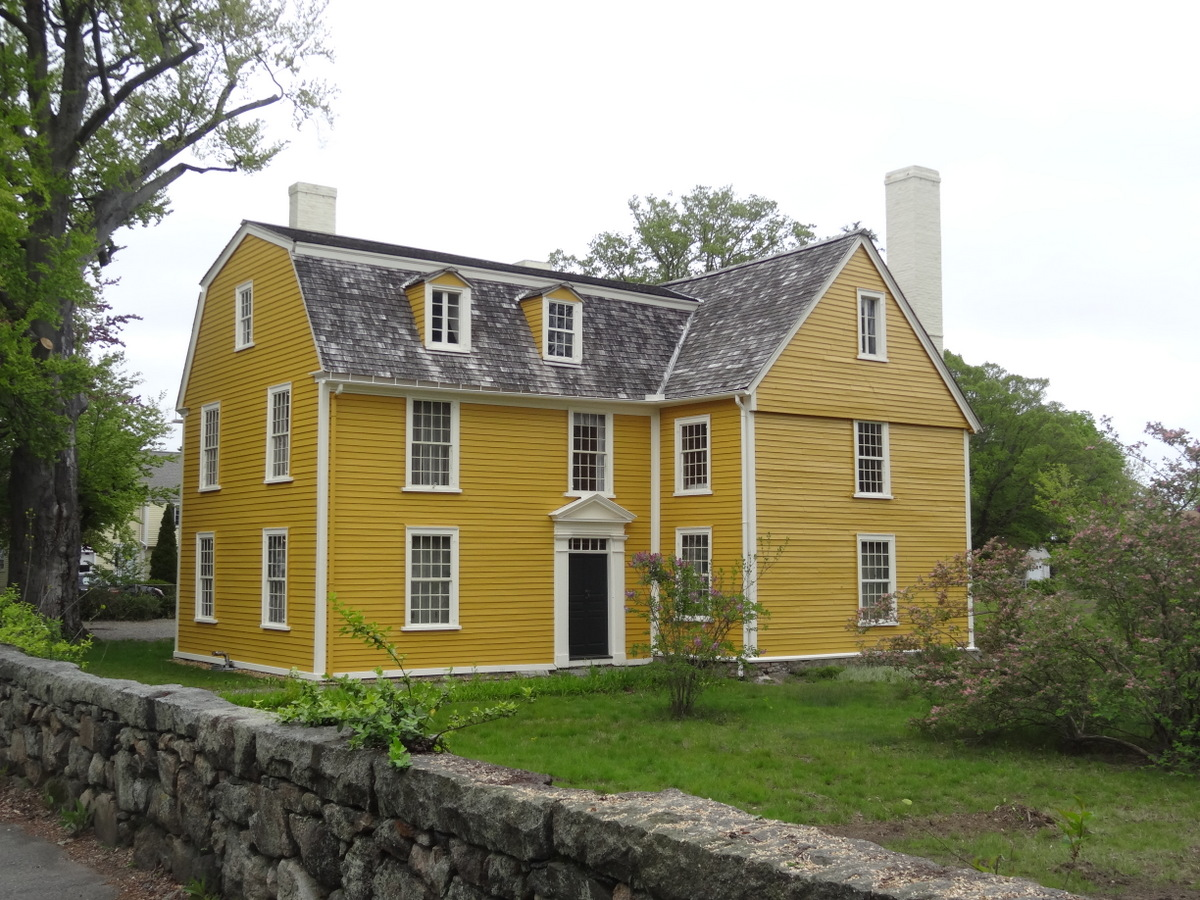
約翰·黑爾牧師農場

約翰·黑爾於1636年6月3日出生於美國波士頓的查爾斯鎮。他是鐵匠羅伯特·黑爾（Robert Hale）所生的長子，在哈佛大學接受教育，並於1657年畢業。他於1664年開始在巴斯（後來的貝弗利）河畔傳教，並於1667年9月20日被任命為貝弗利教區教堂的第一位牧師，當時該教堂的會眾剛從塞勒姆分離出來。直到過世為止，他都一直擔任該教堂的牧師 。他在1664年12月5日娶了第一任妻子麗貝卡·拜爾斯（Rebecca Byles），這段婚姻一直持續到1683年4月13日麗貝卡死去為止（享年45歲）。
黑爾在年幼時曾目睹接生員瑪格麗特·瓊斯的處刑，瓊斯是1648年至1663年間在新英格蘭因涉及巫術而被處決的15人中的第一位 。在1692年的塞勒姆審巫案中，他許多次出席對被指控涉及巫術者的審問和審判，並對法庭的工作表示支持態度。然而在1692年11月14日，年輕女孩原告之一，17歲的瑪麗·赫里克（Mary Herrick）指控約翰·黑爾的第二任妻子莎拉·諾伊斯·黑爾（Sarah Noyes Hale）和當時已被處決的瑪麗·伊斯泰鬼魂皆折磨她，不過莎拉·黑爾從未被正式起訴或被捕。塞勒姆審巫案研究者查爾斯·溫特沃思·阿珀姆認為這起指控扭轉了輿論，也令黑爾重新考慮是否該繼續支持審巫案。
1697年，約翰·黑爾完成了他的著作《略論巫術的本質》（A Modest Enquiry Into the Nature of Witchcraft），但此書在黑爾生前並未經過公開發表，直到黑爾死後的1702年才被出版，此書的出版也許是為了響應羅伯特·卡里夫的著作《未知世界的更多困惑》（More Wonders of the Invisible World）。黑爾在書中對所發生的事情表示遺憾，他承認：「受折磨的痛苦和前任長官們的權力，使我們如同走在陰雲中，看不到前路。」。

## 大眾文化中的約翰·黑爾
- 《激情年代》（1953），亞瑟·米勒的戲劇作品，約翰·黑爾在第一幕登場，在劇中是一位年輕的牧師。他原先認為審巫案有助於揪出女巫，但在目睹審巫案背後的黑暗後，他的心境有了轉變，並為了救助無辜的受指控者們而奔走。
- 《激情年代》（1957），東德電影，改編自亞瑟·米勒1953年發表的原作。
- 《激情年代》（1961），由羅伯特·沃德（英语：Robert Ward (composer)）所寫的歌劇，改編自亞瑟·米勒1953年發表的原作。
- 《激情年代》（1996），美國電影，改編自亞瑟·米勒1953年發表的原作。在劇中，艾比蓋兒·威廉斯一發現約翰·黑爾對她懷有疑心，馬上就指控黑爾的妻子莎拉涉及巫術。但這項詭計馬上被識破，迫使艾比蓋兒逃離塞勒姆。後來黑爾悲傷的看著麗貝卡·納斯、瑪莎·科里和約翰·普羅克特相繼被處刑。
- 《塞勒姆（英语：Salem (TV series)）》（2014），亞當·西門和布藍儂·布拉加創作的美國影集，約翰·黑爾在劇中由山德·貝克利飾演。